# سالواتور دانکورا
سالواتور دانکورا (انگلیسی: Salvatore D'Ancora؛ زادهٔ ۶ مهٔ ۱۹۹۵) بازیکن فوتبال است.